# Sáta
Sáta es un pueblo ubicado en el distrito de Ózd, condado de Borsod-Abaúj-Zemplén, Hungría.

## Superficie
Posee una superficie de 16,50 kilómetros cuadrados.

## Demografía
Hasta 2022 la población era de 1074 habitantes, con una densidad de población de 65,09 habitantes por kilómetro cuadrado.